# مرغ اطلسی سینه‌زرد
مرغ اطلسی سینه‌زرد (نام علمی: Loboparadisea sericea) نام یک گونه از تیره مرغان اطلسی است.